# Odynerus laticinctus
Odynerus laticinctus är en stekelart som först beskrevs av Bialicky-birola 1926.  Odynerus laticinctus ingår i släktet lergetingar, och familjen Eumenidae. Utöver nominatformen finns också underarten O. l. inermis.